# Paralinhomoeus paraconicaudatus
Paralinhomoeus paraconicaudatus är en rundmaskart som beskrevs av Timm. Paralinhomoeus paraconicaudatus ingår i släktet Paralinhomoeus och familjen Linhomoeidae. Inga underarter finns listade i Catalogue of Life.